# ثافسيا غارغانيكا
نبات الدرياس أو بونافع أو تافسيا (الاسم العلمي: ثافسيا غارغانيكا) باللاتينية Thapsia garganica
هو الدرياس بونافع ثافسيا دروس بالأمازيغية: توفالة تاشبال بولبال. والتافسيا عند ابن سينا هو صمع السذاب
(الفيجل عندنا). وقال ابن البيطار قد أخطأ من جعل التافسيا صمغ السذاب.

## وصفه
عشبة معمرة واقفة تشبه الكلخ، من عائلة الخيميات، ارتفاعها حتى المتر أو أزيد،
ساقها في سمك القصبة مستديرة تنتهي بنورة خيمية آبيرة بيضاء أو مائلة إلى الصفرة. أوراقها متباعدة الانتشاب، مرآبة،
ريشية، ملساء، سميكة، مجوفة قليلا، السفلى منها أذينية، نصلها عميق التفصيص يكسوه زغب أبيض. آمها أمرط ينتهي
بفصوص صغيرة. وبتلات نورتها مستطيلة منشرحة تتجاوز قليلا خيط ميئبرها. أما طول ثمارها المجنحة فيزيد عن الواحد سنتيمتر
وهي مفرطحة. جذمورها خشن في سمك الذراع ضارب في الأرض رمادي اللون، غاص بالمياه.

## مناطق تواجده
معروفة في البلدان الساخنة
خاصة بلاد الجزائر حيث نجدها في أراضي السهوب والنجود العليا. كما توجد في ليبيا وتونس والمغرب وصقلية بإيطاليا وبلدان أخرى من حوض البحر
المتوسط واما ما جاء عن دياسقوريدوس أن اسم ثافسيا أشتق من جزيرة ثافسوس اليونانية أما قارقانيكا فهي نسبة إلى جبل قارقانو بإيطاليا.

## الأجزاء المستعملة
الجذمور وهو حريف جدا مقرح وشديد المرارة.

## العناصر الفعالة
قشور جذور الدرياس تحوي ما نسبة 20 % من النشا و 5 % من صمغ أصفر طري، محمر جدا. وقد دلت
التحاليل المخبرية أنها تتألف من حمض الكابريليك والأنجليك والتابسيك ومواد أخرى محايدة أزوتية، مقرحة للغاية.

## المنافع الطبية
استعمل سكان شمال افريقيا جذور نبتة الدرياس أو بونافع للتداوي من امراض مختلفة خاصة آلام الظهر والمفاصل لكن استعماله يكون بحذر شديد
كما تستعمل اوراقه بعد الغمس في الماء لعلاج الحيوان خاصة الابقار التي لديها تورم في الضرع بضرب خفيف للضرع المتورم ويعطي نتائج جد حسنة.
كما أصبحت تستعمل في الطب الحديث في علاج امراض السرطان.
كما انه له مضار خطيرة على البشرة يسبب تهيج فيها وحكة شديدة وارتفاع في درجة الحرارة. هذا عن تجربة.